# Traktat londyński (1871)
Traktat londyński (1871) – umowa międzynarodowa zawarta w Londynie między 
Wielką Brytanią, Francją, Niemcami, Austro-Węgrami, Turcją, Rosją i Włochami.
Wykorzystując wojnę francusko-pruską rosyjski minister spraw zagranicznych Aleksander Gorczakow 31 października 1870 ogłosił, iż Rosja odmawia dalszego przestrzegania neutralizacji Morza Czarnego wprowadzonej przez traktat paryski (1856).
Spowodowało to sprzeciw pozostałych stron pokoju paryskiego, bowiem jego art. 14 zabraniał zmian bez zgody wszystkich uczestników, zaś porozumienie austro-brytyjsko-francuskie z 15 kwietnia 1856 uznawało naruszenie tego zakazu za casus belli.
Przedstawiciele siedmiu państw przybyli do Londynu w celu ponownego rozpatrzenia układu.
Na posiedzeniu 17 stycznia 1871 ustalono, iż
zasadniczą zasadą prawa narodów jest to, że żadne państwo nie może się uchylić od zobowiązań wynikających z traktatu, ani zmieniać jego postanowień, inaczej niż w wyniku zgody umawiających się stron, w drodze przyjaznego porozumienia.
13 marca podpisano układ zmieniający część postanowień układu paryskiego.
Art. 1 uchylał artykuły 11 (neutralizacja Morza Czarnego), 13 (demilitaryzacja jego brzegów) i 14 (zakaz zmiany bez zgody wszystkich stron) układu paryskiego. 
Art. 2 postanawiał, że dostęp dla okrętów sojuszniczych przez Bosfor i Dardanele będzie otwarty, o ile rząd turecki uzna to za konieczne dla zapewnienie wykonania postanowień układu paryskiego.
Art. 3 pozostawiał Morze Czarne otwarte, jak i wcześniej, dla statków handlowych.
Art. 4 - 7 omawiały sprawy żeglugi na Dunaju.
Art. 8 potwierdzał układ paryski, w takim zakresie, w jakim nie został zmieniony.
Art. 9 nakazywał ratyfikację i wymianę dokumentów w ciągu najpóźniej 6 tygodni. Nastąpiło to 15 maja.
Traktat berliński (1878) w art. 63 potwierdzał układy paryski i londyński w tych wszystkich postanowieniach, które nie zostały uchylone lub zmienione przez postanowienia poprzedzające.